# Koszmosz–327
A Koszmosz–327 (DS-P1-I) (GRAU jel: 11F620) (oroszul: Космос 327) a szovjet Koszmosz műhold-sorozat tagja. Technikai műhold, radarállomások etalonja.

## Küldetés
1966-tól 1977-ig a radarállomások (felderítés, követés, pályaelemek meghatározása) beállítására használták. Polgári (űrhajózási, csillagászati) és katonai (légvédelmi – szárazföldi, tengeri) radarállomások (eszközök) mérési etalonjaként szolgált.

## Jellemzői
Dnyipropetrovszk (ukránul: Дніпропетровськ), orosz nevén Dnyepropetrovszk (oroszul: Днепропетровск), Ukrajnában OKB–586 a Déli Gépgyár (Juzsmas) volt a központja több Koszmosz műhold összeszerelésének. Üzemeltetője a moszkvai honvédelmi minisztérium (Министерство обороны).
1970. március 18-án a Pleszeck űrrepülőtérről Koszmosz–2M (63SZ1M) segítségével indították Föld körüli pályára. Az orbitális egység pályája 95,6 perces, 71 fokos hajlásszögű, az elliptikus pálya perigeuma 279 kilométer, apogeuma 855 kilométer volt. Hasznos tömege 400 kilogramm. A sorozat felépítését, szerkezetét, alapvető fedélzeti rendszereit tekintve egységesített, szabványosított tudományos-kutató űreszköz. Formája henger, átmérője 1,2 méter, hossza 1,8 méter. Áramforrása kémiai, illetve a felületét burkoló napelemek energiahasznosításának kombinációja (akkumulátor, napelemes energiaellátás – földárnyékban puffer-akkumulátorokkal).
A Koszmosz–308 űreszköz programját folytatta, 1971-ben az első etalon, technikai műhold.
1970. szeptember 11-én belépett a légkörbe és megsemmisült.